# Tierra Blanca Tepeyac
Tierra Blanca Tepeyac är en ort i Mexiko.   Den ligger i kommunen Simojovel och delstaten Chiapas, i den sydöstra delen av landet, 700 km öster om huvudstaden Mexico City. Tierra Blanca Tepeyac ligger 743 meter över havet och antalet invånare är 129.
Terrängen runt Tierra Blanca Tepeyac är bergig västerut, men österut är den kuperad. Runt Tierra Blanca Tepeyac är det ganska tätbefolkat, med 104 invånare per kvadratkilometer. Närmaste större samhälle är Simojovel de Allende, 7,7 km sydost om Tierra Blanca Tepeyac. Omgivningarna runt Tierra Blanca Tepeyac är en mosaik av jordbruksmark och naturlig växtlighet.